# Xoridesopus pyrrhogaster
Xoridesopus pyrrhogaster är en stekelart som beskrevs av Gupta 1983. Xoridesopus pyrrhogaster ingår i släktet Xoridesopus och familjen brokparasitsteklar. Inga underarter finns listade i Catalogue of Life.